# ワクチン耐性
ワクチン耐性（ワクチンたいせい、英: vaccine resistance）とは、抗菌剤耐性と同様に、ワクチンを接種した個体に感染して拡がる病原体の進化的適応である。これはヒト用と動物用のワクチンの両方に関係している。ワクチン耐性を持った多くの病原体の出現が実証されているが、それにもかかわらず、この現象は抗菌剤耐性よりも遙かに稀であり、懸念は少ない。
ワクチン耐性は、ワクチンによって付与された免疫を回避する特殊な場合と考えることができる。ワクチンによって付与される免疫は、病原体の感染によって誘発される免疫とは異なる可能性があるので、免疫回避はより容易になったり（非効率的なワクチンの場合）、反対により困難になるかもしれない（たとえばインフルエンザ共通ワクチン）。ワクチン耐性とは、免疫回避が病原体の進化的適応の結果であり（つまりワクチンに対する進化的適応よりも前に持っていた病原体の特徴ではない）、その適応がワクチンによって誘発された選択圧によって誘発された文脈でのみ語られる。ただし、集団にワクチンを接種しなくても存在する遺伝的浮動の結果としての免疫回避の場合はこの限りではない。
耐性菌の出現頻度が低い原因として、次のようなものがあげられる。
- ワクチンは主に予防のため、つまり感染が起こる前に使用されるため、通常は宿主が感染する前に病原体を抑制するように作用する。
- ほとんどのワクチンは、病原体の複数の抗原部位を標的とする。
- 同じ病原体に対しても、宿主によって異なる免疫応答が起こる可能性がある。

典型的な小児疾患のように、曝露後に長期的な免疫が与えられる疾患では、ワクチンによって自然感染と同じ免疫応答が得られる可能性があるので、ワクチン耐性は発生しないと予想される。
ワクチン耐性が出現した場合でも、そのワクチンは、おそらく免疫病理から距離をおいて宿主の免疫応答を改変することで、重篤な感染症に対してある程度の防御を維持できるかもしれない。
ワクチン耐性の最もよく知られた例は、次の疾患である。
- 動物の病気
  - マレック病では、ワクチンは感染や伝播を予防せず、重篤な形態の病気のみ予防したため、実際にはワクチン接種後により毒性が強い株が出現した[6][7]。
  - エルシニア・ラッケリ（英語版）は[8][9]、ただ1つの突然変異でワクチン耐性を獲得した。
  - トリメタニューモウイルス（英語版）[10][11][12][13]。
- 人の病気
  - 肺炎レンサ球菌は[14][15]、ワクチンが標的としていない別の血清型と組み換えによる。
  - B型肝炎ウイルスは[16][17][18][19]、9個のアミノ酸によって形成された単一の部位がワクチンの標的となったため。
  - 百日咳菌は[20][21][22][23]、すべての血清型を標的としたわけではなく、後の無細胞ワクチンが少数の抗原のみを対象としたため。

その他の記録が少ない例には、鳥インフルエンザ、トリオルトレオウイルス、ジフテリア菌、ネコカリシウイルス、インフルエンザ菌、伝染性ファブリキウス嚢病ウイルス、髄膜炎菌、ニューカッスル病ウイルス、およびブタサーコウイルス2型がある。